# Helyreállított Nemzeti Párt
A Helyreállított Nemzeti Párt (afrikaans nyelven: Herstigte Nasionale Party) dél-afrikai politikai párt, amely a mára megszűnt Nemzeti Párt radikális szakadárcsoportjaként alakult 1969-ben. A párt nevét általában HNP-nek rövidítették, bár a köznyelvben Herstigtesként is ismerték őket.

## Története
A HNP-t 1969-ben Albert Hertzog (James Hertzog volt miniszterelnök fia) alapította, tiltakozásul John B. Vorster miniszterelnök azon döntése ellen, amely engedélyezte a maori játékosok és nézők jelenlétét az új-zélandi rögbicsapat dél-afrikai körútján, 1970-ben. Ellenezte azt is, hogy Vorster helyreállítsa a diplomáciai kapcsolatokat Malawival, és hogy az ország néger nagykövetet küldjön Dél-Afrikába. A név a korábbi Herenigde Nasionale Párt (Újraegyesült Nemzeti Párt) kezdőbetűit tükrözi, ezt a nevet a Nemzeti Párt használt az 1948-as választásokon. A kálvinizmushoz mint Dél-Afrika alapjához való visszatérés érdekében a párt a teljes faji elkülönítést és az afrikaans nyelv kizárólagos használatát szükségesnek tartotta. Az új párt tagságának zömét vidéki és kisvárosi dolgozók és alsó középosztálybeli afrikánerek tették ki.
A párt megmérettette magát az 1970-es általános választásokon. A HNP mind a 78 jelöltje vereséget szenvedett, beleértve a négy parlamenti képviselőt is, akik mindannyian a Nemzeti Párt tagjai voltak, mielőtt beléptek volna az új HNP-hez. 1974-ben és 1977-ben sem sikerült mandátumhoz jutniuk, mindezek tetejébe 1981-ben, amikor az összes szavazatok 14,1% százalékát szerezték meg, újból nem szereztek egy parlamenti helyet sem.
A HNP prominensebb tagjai közé tartozott Eugène Terre’Blanche, aki viszont 1973-ban szakított a csoporttal, miután kiábrándult belőlük, megalapítva az Afrikaner Weerstandsbeweginget. 

### Az apartheid után
A HNP 1991-ben csatlakozott Constand Viljoen tábornok Afrikaner Volksfrontjához, de a front 1994-ben összeomlott, amikor a tagok közül sokan megtagadták a részvételt az 1994-es általános választáson. A HNP is lassacskán, de eltávolodott Viljoentől, és végül nem csatlakozott a Szabadság Fronthoz. Mindennek eredményeként a párt a politikai erőtér szélére sodródott. A HNP mottója most: „Ez a föld a mi földünk” (afrikaans nyelven: Dié Land is ons Land).
2004-ben a párt újra színre lépett, amikor egy dél-afrikai televíziós csatorna, a SABC 3 leadott egy Verowerd meggyilkolását parodizáló és gúnyoló műsort, mely a HNP szerint sértő, és Verwoerdről rossz képet adó volt, de mindezt a dél-afrikai Műsorszolgáltatási Panaszbizottság elutasította, az üggyel nem foglalkozott.

## Ideológiája
A HNP megalapításakor mindenekelőtt az afrikáner identitás erősítését nevezte meg első számú feladataként, bevándorlásellenes volt, nem tartotta fontosnak az angol nyelv elsődleges használatát, és támogatta az apartheidet. A párt gyakorta támadta a Nemzeti Párt "liberalizmusát", szerintük a párt túl sok engedményt adott a nem fehéreknek, ezzel fellazítva az apartheid rendszerét.
A HNP elutasítja egy Dél-Afrikán belüli Volkstaat ötletét, ehelyett egész Dél-Afrikára igényt tartana, visszaállítaná a bantusztánokat.
A párt nem ismeri el az új politikai rendet Dél-Afrikában, és ellenállási politikája részeként arra ösztönzi az embereket, hogy ne szavazzanak. Ez lehetetlenné teszi a párt támogatottságának pontos meghatározását.

## Választási eredményei
| Év   | Szavazatok | %      | Mandátumok | Helyezés |
| ---- | ---------- | ------ | ---------- | -------- |
| 1970 | 53 763     | 3,57%  | 0          | 3/4      |
| 1974 | 39 568     | 3,6%   | 0          | 4/5      |
| 1977 | 34 161     | 3,2%   | 0          | 4/5      |
| 1981 | 192 304    | 14,09% | 0          | 3/4      |
| 1987 | 62 888     | 3,1%   | 0          | 4/5      |
| 1989 | 5416       | 0,2%   | 0          | 4/4      |

## Fordítás
Ez a szócikk részben vagy egészben  a   Herstigte Nasionale Party című angol Wikipédia-szócikk ezen változatának fordításán alapul.  Az eredeti cikk szerkesztőit annak laptörténete sorolja fel. Ez a jelzés csupán a megfogalmazás eredetét és a szerzői jogokat jelzi, nem szolgál a cikkben szereplő információk forrásmegjelöléseként.